# Франсеск Вісент
Франсеск Вісент (або Францеск Вінсент, кат. Francesch Vicent; нар. бл. 1450, м. Сеґорбе (теперішня область Валенсія) — пом. бл. 1512) — валенсійський та іспанський шаховий теоретик. Автор першої у світі друкованої праці про шахи: «Книга про гру в шахи, що містить 100 шахових партій; упорядкована та написана мною, Франсеском Вісентом…» (Валенсія, 1495).

## Життєпис
Припускають, що шахіст народився близько 1450 року в місті Сеґорбе (теперішня область Валенсія), адже місце народження він зазначив у назві своєї книги.
15 травня 1495 року видав у Валенсії старокаталонською мовою книгу «Libre dels Jochs partitis del Schachs en nombre de 100; ordenat e compost per mi Francesch Vicent nat. en la ciutat de Segorb e criat de la insigne e valerosa ciutat de Valencia» (кат. Книга про гру в шахи, що містить 100 шахових партій; упорядкована та написана мною, Франсеском Вісентом, який народився і виріс у місті Сеґорб і служить славному й відважному місту Валенсія). Надрукували книгу друкарі Лопе де Рока Алемані (кат. Lope de Roca Alemany) та Пер Тріншер (кат. Pere Trincher). Це була перша відома друкована праця про шахи.
Останні роки мешкав в Італії.
Дотепер не збереглося жодного примірника книги Вісента. За даними бібліографії Мендеса відомо, що ще 1795 року екземпляр книги знаходився у бібліотеці монастиря Санта Марія де Монсеррат (ісп. Santa Maria de Montserrat; теперішній муніципалітет Муністрол-да-Монсаррат у кумарці Бажас), але після наполеонівської агресії та війни на Піренейському півострові вона безслідно зникла.
Найімовірніше, на книзі Франсеска Вісента ґрунтували свої праці Луїс Рамірес де Лусена (1497) і Педру Даміану (1512), оскільки левова частка задач у книгах цих теоретиків — це дещо змінені чи віддзеркалені задачі Вісента. Цю гіпотезу висунули іспанський дослідник Хосе Антоніо Ґарсон і радянський дослідник шахів Юрій Авербах. Юрій Авербах виступив з цією думкою під час візиту до Валенсії у 1985 році.
1 червня 2002 року іспанський астроном Рафаель Феррандо назвав щойно відкритий астероїд іменем 78071 Вісент на честь видатного шахіста.

## Вшанування
- 78071 Вісент — астероїд, названий на честь шахіста.